# Дороги інків
Доро́ги і́нків (кеч. Qhapaq Ñan -Кхапак-Ньян — Велика Дорога) — мережа численних брукованих доріг, прокладених протягом кількох тисячоліть індіанськими цивілізаціями в Південній Америці в Андійському регіоні: Колумбія, Еквадор, Перу,  Болівія, Чилі, як на прибережних рівнинах в пустелях, так і в горах, через скелі і ущелини, за допомогою навісних мостів і сходинок.

## Загальний опис
Будівельниками основних магістралей Дороги інків були інки; припинено будівництво було в XVI столітті в зв'язку з приходом завойовників — іспанців, які не володіли місцевими технологіями і були не в змозі навіть підтримувати ці дороги в належному стані.
Члени айлью повністю своїми силами забезпечували і будівництво тієї ділянки дороги, який знаходився в районі їх селища. Будівництво інкської дороги було організовано наступним чином: досить було інкським інженерам обрати найбільш підходящу трасу, як Сапа Інка віддавав наказ про початок будівництва дороги. За наказом володаря кожне селище — в рамках міти — наявними силами будувало свою ділянку дороги. Будівельний матеріал для дороги айлью повинна була роздобувати самостійно. За створення та збереження системи шляхів відповідав капак ньян уаманін, який входив до Державної ради Сапа Інки.
Головними були чотири дороги, що перетинали хрестом (з центром в місті Куско) всю Імперію Інків. Протяжність найдовшої дороги становила щонайменше 6600 кілометрів (1200 ліг). Дороги з'єднували всі столиці провінцій, з кожної виходило по кілька шляхів. На кожній дорозі були заїжджі двори через чітко певні відстані, самі відстані відзначалися межовими стовпами і називалися — топо або тупу.
Іспанський історик XVI ст. Педро де Сьєса де Леон описав у «Хроніці Перу» враження від магістралі, збудованої інками: «Я вважаю, що від початку писаної історії людства ще не доводилося чути про таку прекрасну дорогу, як ця, що пролягла по низинах і високих горах, через засніжені вершини й водоспади, по скелях і берегах швидкоплинних річок. Усюди в таких місцях дорога була гладенька й брукована; у горах вирубані рівні тераси; скелі продовбано наскрізь; схили вздовж річок укріплені муром; на засніжених вершинах зроблені сходинки і майданчики; дорога всюди старанно підметена й очищена від каміння; скрізь побудовані станції та склади, храми бога Сонця… Дороги, побудовані в Іспанії римлянами, не витримують ніякої критики в порівнянні з цією дорогою».
Найдавніша з основних магістралей імперії називалася «Королівська дорога». Вона до початку XX ст. була найдовшою шосейною дорогою у світі. Королівського дорога перетинала Тауантінсую з півночі на південь, а довжина її становила 6600 кілометрів. Вона починалася на півночі — в сучасній Колумбії — біля річки Анкасмайо, далі йшла з півночі на південь через гори Еквадору, потім через все андійське Перу, проходячи через столицю імперії Куско. Потім по території нинішньої Болівії вона тягнулася поблизу берегів озера Тітікака, далі проходила через район нинішньої столиці Болівії Ла-Паса і спрямовувалася в Аргентину. Поблизу аргентинського міста Тукуман вона повертала на південний захід, знову перетинала Анди, вступала на територію Чилі, де біля берегів річки Мауле у стоянці-тамбо Пурумауку завершувалася.
Інша за важливістю — прибережна магістраль називалася «Уайна Капак Ньян» на честь Сапа Інки, що завершив її будівництво незадовго до приходу іспанців і реконструював ті її ділянки, які були побудовані раніше. Протяжність магістралі Уайна Капака становила 4000 кілометрів. Магістраль починалася у самого північного порту Тумбес, перетинала з півночі до крайньої південної частини напівпустельну територію Кости, тягнулася вздовж берега Тихого океану до Чилі, де у нинішнього міста Коп'япо обидві магістралі — Уайна Капак Ньян і Королівська дорога — з'єднувалися. Далі вони йшли разом до чилійської річки Мауле. Ширина магістралі Уайна Капака протягом усієї довжини становить 8 метрів. З обох сторін її розташовані метрової висоти бортики, які повинні були перешкодити крокуючим по шосе солдатам «виходити з шеренги» та водночас захищали дорогу від занесення її пісками прибережної пустелі.
В імперії існували також державні дороги. На сьогодні археологами були виявлені залишки 11 доріг, що сполучали між собою магістралі, які проходили в горах і вздовж узбережжя. У періоду інків цих доріг було, ймовірно, набагато більше.

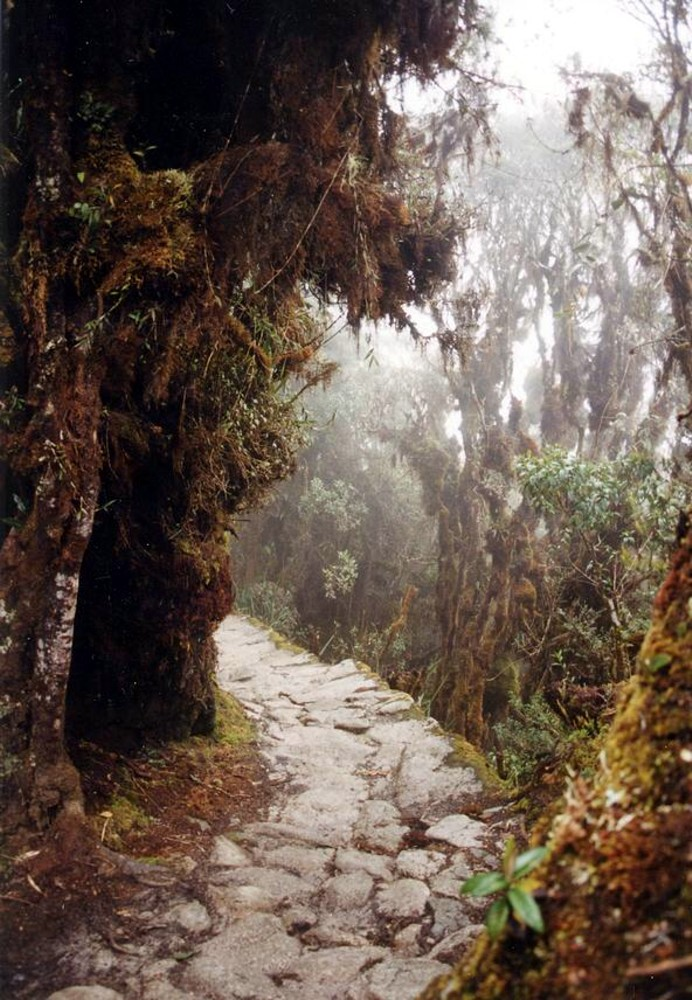
Дорога Інків в Мачу-Пікчу.
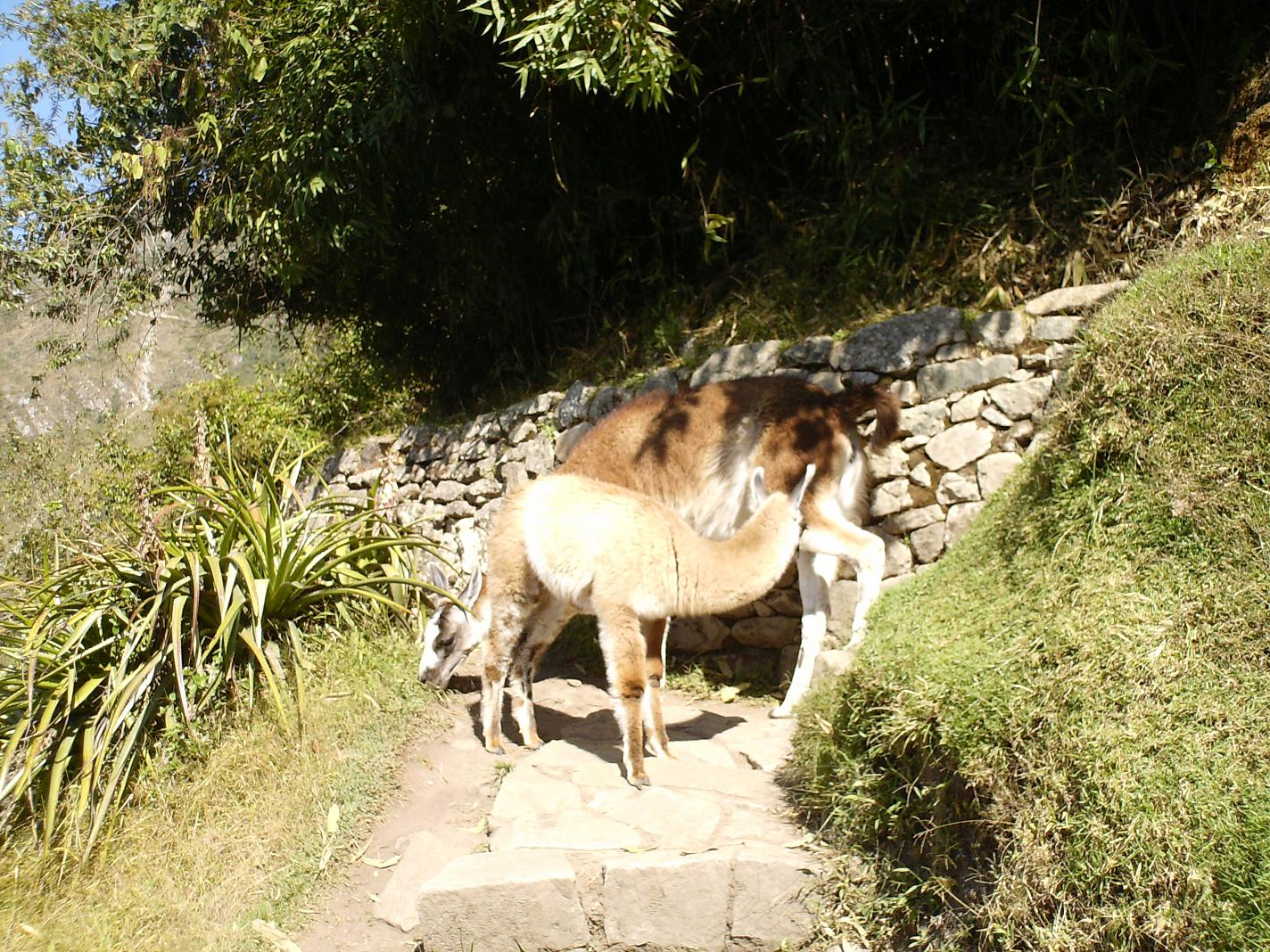
Лами на дорогах Інків